# Überfall auf den 20. Deportationszug nach Auschwitz
Der Überfall auf den 20. Deportationszug nach Auschwitz war eine Befreiungsaktion belgischer Widerstandskämpfer im Zweiten Weltkrieg. Youra Livchitz, Robert Maistriau und Jean Franklemon stoppten am 19. April 1943 den Deportationszug aus Mechelen, der 1618 Juden nach Auschwitz-Birkenau transportierte. Beim erzwungenen Halt auf offener Strecke nahe Boortmeerbeek verhalfen sie 231 Personen zur Flucht.

## Hintergrund

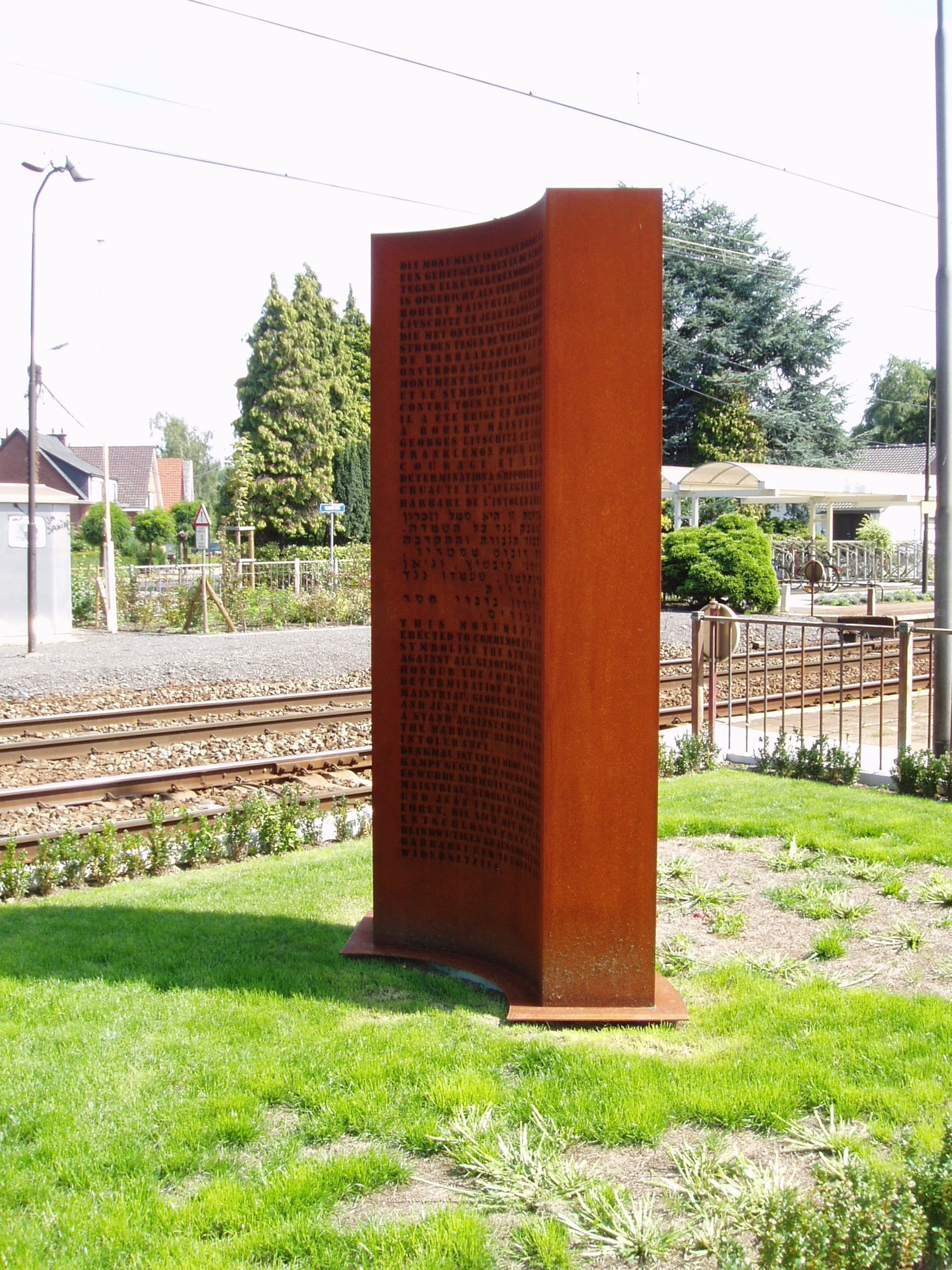
Mahnmal an der Stelle des Überfalls

Die Wehrmacht besetzte Belgien im Mai 1940. Am 3. Juni 1942 verordneten die deutschen Besatzer den in Belgien wohnhaften Juden das Tragen des Judensterns. Ab Juli 1942 wurden etwa 25.000 Juden in die von Deutschen besetzten Ostgebiete verschleppt. Mit insgesamt 27 Zügen wurden die Menschen über das SS-Sammellager Mechelen meist unmittelbar in Vernichtungslager gebracht. Die meisten wussten nicht, was sie erwartete.
Die Züge mit alten Personenwagen wurden in der Regel von einem Kommando aus fünfzehn Angehörigen der Schutzpolizei bewacht, die unter dem Befehl eines Beamten der deutschen Sicherheitspolizei standen. Das Begleitkommando fuhr in einem Wagen mit, der am Ende des Zuges mitlief. Wenn der Zug auf einem Nebengleis warten musste, bildeten die Wachen eine Postenkette und verhinderten unter Einsatz von Schusswaffen mögliche Fluchtversuche.
Bei den vorangegangenen Deportationszügen ab Mechelen hatten insgesamt 577 Personen aus den Personenwagen ausbrechen und fliehen können. Sie warteten, bis der Zug in Kurven und bei Steigungen langsamer fuhr und nutzten die Dunkelheit, um möglichst ungesehen abzuspringen. Es bestand ein hohes Risiko, durch Schüsse des Begleitkommandos oder den Sprung derart verletzt zu werden, dass eine weitere Flucht nicht möglich war.
Am 19. April 1943 startete der 20. Deportationszug von Mechelen nach Auschwitz. Es war der erste Transport aus Belgien, der von den Deutschen mit Güterwagen durchgeführt wurde. Die kleinen Fensteröffnungen der Güter- und Viehwaggons wurden mit Holzlatten zugenagelt. An Bord dieses 20. Transportes befanden sich 1631 Menschen, vor allem Juden, aber auch Sinti und Roma aus dem französischen Département Pas-de-Calais. Bei diesem Transport konnten sich – unabhängig von der Befreiungsaktion – 215 Personen trotz der erschwerten Bedingungen selbst befreien. Einige wurden angeschossen und später gefasst. Angehörige des Comité de défense des Juifs (CDJ) hatten die beiden Lokführer Albert Simon und Albert Dumon dazu gewinnen können, die Geschwindigkeit des Zuges bei geeigneten Streckenabschnitten zu drosseln, um ein Abspringen zu erleichtern.

## Befreiungsaktion
Die drei Schulfreunde Youra Livchitz, Jean Franklemon und Robert Maistriau waren sich in der radikalen Ablehnung des Nationalsozialismus einig. Livchitz und Franklemon waren vor dem Zweiten Weltkrieg bei den belgischen Pfadfindern. Livchitz, ein junger Brüsseler Arzt jüdischen Glaubens und Kopf der Gruppe, druckte vor der Aktion in einem Künstleratelier Flugblätter gegen die deutschen Besatzer.
Der Plan, die Insassen eines Deportationszuges zu befreien, wurde von führenden Mitgliedern der Partisanen verworfen. Es seien mindestens zwanzig bewaffnete und gut geschulte Männer nötig, um die deutsche Begleitmannschaft in Schach zu halten, und es sei ein unkalkulierbares Risiko für alle. Auch hatte man keine Vorstellung, wie man hundert oder gar mehr als tausend jüdische Flüchtlinge verstecken und versorgen könne. So waren die drei Freunde auf sich allein gestellt.
Am 19. April 1943, in einer klaren Vollmondnacht, stoppten die drei jungen Belgier einen Zug, der 1618 Juden vom belgischen Sammellager Mechelen nach Auschwitz-Birkenau transportieren sollte. Ausgerüstet waren sie mit drei Zangen, einer mit rotem Papier beklebten Sturmleuchte sowie einer Pistole. Um den Zug zum Anhalten zu bringen, stellten sie die rote Sturmleuchte auf das Gleis.
Maistriau berichtete später von der Situation: „Ich war überrascht von der ungeheuren Stille in diesem Moment. Man hörte keinen Laut, kein Vogelzwitschern. Nichts außer dem Zischen der Lokomotive. Ich ging zum Zug und stand direkt vor einem Waggon. Ich nahm meine Werkzeuge, öffnete die Tür. Mir standen etwa 50 Menschen gegenüber, die alle schwiegen.“
Manche sprangen sofort aus dem Waggon, andere riefen, niemand solle fliehen, das sei sehr gefährlich. Maistriau führte nacheinander zwei Gruppen von den Bahngleisen weg und drückte jeder Person einen 50-Francs-Schein für die weitere Flucht in die Hand. Bei der Aktion befreiten sie 17 Menschen, bis das Begleitkommando das Feuer eröffnete und der Zug wieder anfuhr.
Weitere 216 Insassen konnten später aus eigener Kraft fliehen, bevor der 20. Konvoi die deutsche Grenze erreicht hatte.

## Gerettete und Retter
Von den 231 Zugflüchtlingen, unter ihnen war auch die Widerstandskämpferin Régine Krochmal, wurden 26 entweder auf der Flucht erschossen oder starben an den Verletzungen, die sie sich beim Absprung zugezogen hatten. 87 Deportierte wurden nach der Flucht erneut verhaftet. 119 Geflohene wurden nicht wieder gefasst.
Die drei Befreier konnten zunächst entkommen. Youra Livchitz plante eine Flucht über Frankreich nach England. Er wurde jedoch verraten und am 26. Juni 1943 durch die Gestapo verhaftet. Er wurde ins Fort Breendonk eingeliefert und am 17. Februar 1944 hingerichtet. Jean Franklemon wurde gefasst und überlebte die Haft im KZ Sachsenhausen; der überzeugte Kommunist ließ sich 1968 in der DDR nieder, lebte als Musiker in Kleinmachnow und starb 1977. Robert Maistriau wurde im Mai 1944 in das KZ Buchenwald eingeliefert und kam dann ins Außenlager Mittelbau-Dora. Er überlebte den Krieg, zog 1949 nach Belgisch-Kongo, wo er 40 Jahre als Entwicklungshelfer lebte, und starb 2008.

## Erinnerungskultur
Im Jahr 1995 wurde in Zusammenarbeit der Jüdischen Gemeinde Belgiens, der Belgischen Eisenbahngesellschaft und anderen Initiativen am Bahnhof von Boortmeerbeek eine Gedenkstätte für die Deportierten errichtet, die zwischen 1942 und 1944 den Bahnhof passiert hatten. Die Tafel Drei Hände dieser Anlage erinnert an Youra Livchitz, Robert Maistriau und Jean Franklemon. In der Inschrift heißt es: „Freund, der du vorbeigehst, ehre diese Hände, die in einem heroischen Akt jene retteten, die von den Mächten des Bösen in die Hölle geführt werden sollten.“
Weiter bekannt wurden die Aktion und die Akteure durch das 2000 veröffentlichte Buch Stille Rebellen der Journalistin Marion Schreiber. Sie recherchierte in Dokumenten aus belgischen und deutschen Archiven, Prozessakten und Nachlässen, führte Interviews mit Zeitzeugen und nahm Einblick in Monographien, um ein Bild der Vorgänge bis zum Überfall zu zeichnen. Paul Spiegel schrieb das Vorwort zu diesem Buch.
Das Ereignis bildet den historischen Hintergrund der Oper Push von Howard Moody aus dem Jahr 2016.
Das Jüdische Museum von Belgien eröffnete im Januar 2023 eine Kunstausstellung über den 20. Transport. 236 – Land(es)capes from the 20th Convoy zeigte eine Serie des Fotografen Jo Struyven über die Orte der Ereignisse sowie ältere Arbeiten des Malers Luc Tuymans.